# Babbar Patera
La Babbar Patera è una struttura geologica della superficie di Io.